# میهو یوشیوکا
میهو یوشیوکا (انگلیسی: Miho Yoshioka؛ زادهٔ ۲۷ اوت ۱۹۹۰) قایقران زن قایق بادبانی اهل ژاپن است.